# Kalwi & Remi
Kalwi & Remi — польський ді-джей-дует з Познані.

## Історія
Дует створений восени 2003 року двома радіо діджеями — Кшиштофом Кальватом (Кальві) та Ремігіушем Пошпєхом (Ремі). У липні 2004 року  виступили на концерті Tiësto в Польщі. У червні 2005 року вони випустили свій перший дікс-мікс-альбом «Kalwi & Remi» в Mix Vol. 1, який включав ремікси пісень інших виконавців, а також два власні треки, «El Ninio» та «Explosion».
Зростаюча популярність реміксованої версії «Explosion» у польських клубах привернула увагу лейблу «My Music», який випустив перший альбом «Kalwi & Remi», «Always in Trance», у квітні 2006 року. Пісня стала проривом у їхній кар'єрі, досягнувши комерційний успіх не лише у Польщі, а й за кордоном. У жовтні дует виконав ді-джейський сет у «Hammersmith Palais» у Лондоні. У кінці 2006 року дует почав вести власне щотижневе шоу на «Radio Eska».
Наступним їхнім синглом став «Victory». Трек був включений у їх наступний композиційний альбом у 2007 році. Дует успішно виступив у Польщі, Європі та США. У вересні 2007 року вони взяли участь на фестивалі в Дубаї. У листопаді «Kalwi & Remi» випустили ще одну компіляцію DJ-міксів «4Play», яка складалася з 2 компакт-дисків.
У 2009 році дует представив свою композицію «Lips», записану разом із польською співачкою  Ґосею Анджеєвіч на фестивалі «Midem» у Каннах. Пізніше того ж року вони випустили сингли «Stop (Falling Down)» and «Find You», які стали хітами в Польщі. У 2010 році вони взяли участь у «Bydgoszcz Hit Festiwal» з компохицією «Kiss», де вони посіли п'яте місце.
Спільно з Містер X випустили коспозицію Girls, яка була клубним та радіохітом у Польщі. Після синглу вийшов другий альбом «Kiss Me Girl» , який вийшов у квітні 2011 року. Він включав сингл «You and I», записаний разом з Амандою Вілсон, що було ще одним міжнародним хітом. Композиція досягла вершини 40 кращих польських клубних чартів і досягла першої сходинуи на діаграмі ефірної програми польського телебачення. Вона також увійшов до офіційної таблиці синглів у Болгарії. У 2013 році «Kalwi & Remi» випустили «Pragnę cię», польськомовну композицію, яка була ще одним хітом у клубному чарті Польщі. З Амандою Вілсон випустили ще одну спільну композицію — «I Need You».
У 2016 році дует випустив польськомовний тропікал-хауз-хіт «Daj mi klapsa». Їхній сингл «Unbreakable» 2018 року увійшов до списків радіохітів та топ-20 польської клубної чарт-таблиці.

## Дискографія

### Студійні альбоми
- 2006: Always in Trance
- 2011: Kiss Me Girl

### Мікс-альбоми
- 2005: Kalwi & Remi in the Mix Vol. 1
- 2006: Kalwi & Remi and Friends Vol. 2
- 2007: Electro
- 2007: 4Play

### Сингли
- 2005: Explosion
- 2006: IndepenDance
- 2006: Revolution (with John Marks)
- 2006: Imagination
- 2007: Victory
- 2007: Made in USA
- 2007: Sunshine
- 2007: ADHD (with Judge Jules)
- 2008: The New Sound
- 2009: Lips (with Ґося Анджеєвіч)
- 2009: Stop (Falling Down)
- 2009: Find You
- 2010: Kiss
- 2011: Girls (with Mr. X)
- 2011: You and I (with Amanda Wilson)
- 2012: Africa (with Gattas)
- 2013: Pragnę cię (with Ewa Jach)
- 2014: Woow (with Lubert and Evelyn)
- 2014: Veekend (with V-Unit and Letni Chamski Podryw)
- 2014: Jumpers (with Slayback)
- 2014: On Your Side
- 2015: Strings
- 2016: Daj mi klapsa
- 2018: Unbreakable (with Jon Killington)